# Bob Good

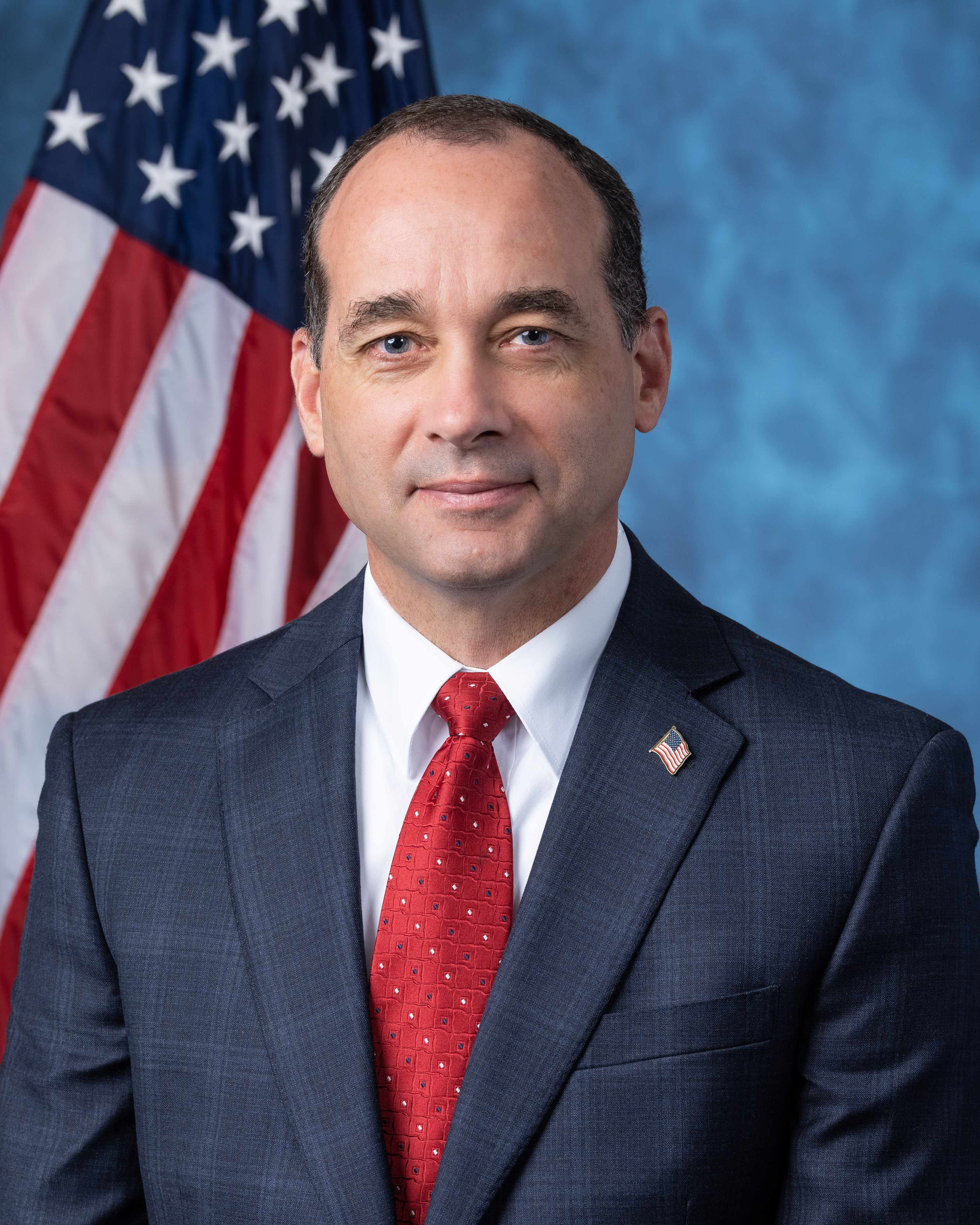
Bod Good (2021)

Robert „Bob“ George Good (* 11. September 1965 in Pennsylvania) ist ein US-amerikanischer Politiker der Republikanischen Partei. Er gehörte ab Januar 2021 für den 5. Kongresswahlbezirk von Virginia dem Repräsentantenhaus der Vereinigten Staaten an und vertrat den Bezirk bis zum Januar 2025.

## Kindheit und Ausbildung
Good wurde in Pennsylvania geboren und lebte in North Jersey, bevor er im Alter von neun Jahren mit seiner Familie nach Lynchburg in Virginia zog. Good besuchte die Liberty Christian Academy, wo er Mitglied des Wrestling-Teams war. Good erhielt ein Teilstipendium für Ringen an der Liberty University, wo er einen Bachelor of Science in Finanzen und einen Master of Business Administration erwarb.

## Karriere
17 Jahre lang arbeitete Good für Citi Financial. Als Good seine Kampagne für den Kongress 2019 ankündigte, war er als Associate Athletic Director für Entwicklung an der Liberty University tätig.
Good war von 2016 bis 2019 Mitglied des Campbell County Board of Supervisors. Während seiner drei Jahre als County Supervisor, unterstützte Good sozial-konservative Anliegen und stimmte für die Verwerfung der Entscheidung des Supreme Courts, die ein verfassungsmäßiges Recht auf gleichgeschlechtliche Ehe anerkennt. Er erklärte das County zu einem „Second Amendment Sanctuary“ und forderte die Generalversammlung von Virginia auf, die Nutzung von Transgender-Toiletten zu beschränken.

## Mitgliedschaft im Repräsentantenhaus der Vereinigten Staaten

### Wahlen

#### 2020
Bei der Wahl 2020 kandidierte Good auf dem Nominierungsparteitag der Republikaner für den 5. Kongressdistrikt von Virginia im Repräsentantenhaus der Vereinigten Staaten gegen Amtsinhaber Denver Riggleman. Good besiegte Riggleman mit 58 % der Stimmen der Parteidelegierten während eines Drive-Thru-Nominierungskongresses anstelle einer Vorwahl. Während des Wahlkampfes kritisierte Good Riggleman dafür, dass er die gleichgeschlechtliche Hochzeit von zwei ehemaligen Wahlkampfhelfern geleitet hatte.
Good trat 2020 mit einem rechtsextremen Wahlprogramm an, wobei er harte Ansichten zur Einwanderungspolitik und gegen die gleichgeschlechtliche Ehe vertrat und sich mit Präsident Donald Trump verbündete. Good forderte die Aufhebung des Affordable Care Act und lehnte Maßnahmen im Bereich der öffentlichen Gesundheit zur Bekämpfung der Ausbreitung von COVID-19, einer Pandemie in den Vereinigten Staaten, ab. Er trug keine Gesichtsbedeckung, unterstützte das Tragen von Gesichtsbedeckungen bei Wahlkampfveranstaltungen nicht und sprach sich gegen Einschränkungen für Unternehmen aus, um die Ausbreitung des Virus zu verlangsamen. Good deutete an, dass das Tragen von Gesichtsbedeckungen schädlich sein könnte. Bei der Wahl am 3. November 2020 besiegte Good den demokratischen Kandidaten Cameron Webb, einen Arzt. Seine aktuelle Legislaturperiode im Repräsentantenhaus des 117. Kongresses läuft bis zum 3. Januar 2023.

#### 2022
Die Primary (Vorwahl) seiner Partei konnte er gegen Dan Moy für sich entscheiden. Er trat dann am 8. November 2022 gegen Joshua Throneburg von der Demokratischen Partei an und gewann die Wahl mit 57,6 Prozent.

#### 2024
Für die Wahl 2024 trat Bob Good in der Vorwahl gegen den Staats-Senator John McGuire an. McGuire wurde hierbei von Donald Trump und Verbündeten von Kevin McCarthy unterstützt. Good hatte sich bei den Vorwahlen zur Präsidentenwahl 2024 für Trumps Rivalen Ron DeSantis ausgesprochen und hatte im Oktober 2023 für den Misstrauensantrag gegen McCarthy gestimmt. Andererseits konnte er als Vorsitzender des Freedom Caucus sich auf dem rechten Parteiflügel profilieren und die Unterstützung von Matt Gaetz und lokalen Parteiführern erlangen. Das Vorwahlergebnis am 18. Juni 2024 zwischen Good und McGuire war schließlich sehr eng. Am Donnerstag nach der Vorwahl kündigte der knapp zurückliegende Good in Steve Bannons Podcast The War Room an, auf eine Nachzählung zu drängen, es würde möglicherweise Wochen dauern, bis das Ergebnis feststünde. Es sei ein Kampf zwischen Freedom Caucus und dem Morast. Die Frage sei, ob Kevin McCarthys Rache-Kampagne Wahlen kaufen könne. Am 24. Juni 2024 kündigte Good rechtliche Schritte an, um die Zertifizierung der Wahlergebnisse in Lynchburg zu unterbinden. Wahlurnen für Briefwähler seien dort laut Good nicht ausreichend überwacht worden. Die Auszählung ergab bei 62.741 in der republikanischen Vorwahl abgegebenen Stimmen einen Abstand von 373 Stimmen (0,6 Prozent) zugunsten von Goods Herausforderer McGuire. Am 18. Juli 2024 ordnete ein Richter auf Goods Antrag hin eine Nachzählung an. Am 1. August 2024 bestätigte die Nachzählung die Niederlage Goods. Er war damit der erste republikanische Kongressabgeordnete, der 2024 in der Vorwahl einem Herausforderer unterlag. Zwar war auch Jerry Carl abgewählt worden, aber der hatte sich wegen Änderungen des Wahlbezirks einem anderen republikanischen Abgeordneten stellen müssen.

#### 2026
Unmittelbar nach dem Bob Good 2024 endgültig als Verlierer der Vorwahl feststand, reichte er die Unterlagen ein, um zur Wahl 2026 erneut anzutreten.

### Amtszeit
Nach seiner Wahl trat Good inmitten der COVID-19-Pandemie bei einer Kundgebung in Washington, D.C. auf, bei der Trump-Anhänger gegen die Ablehnung einer Klage durch den Obersten Gerichtshof protestierten, mit der versucht wurde, das Ergebnis der Wahl zu untergraben, bei der Trump von Joe Biden besiegt wurde.
Während der Kundgebung propagierte Good die Behauptung, die Demokraten hätten eine riesige Verschwörung begangen, um die Wahl zu „stehlen“. Good behauptete, dass, das Virus real sei, die Pandemie allerdings „erfunden“. Good sagte einer maskenlosen Menge, dass „dies eine vorgetäuschte Pandemie ist“ und schlug am nächsten Tag vor, dass die Vorsichtsmaßnahmen zur Verhinderung der Ausbreitung der Krankheit ein „Schwindel“ seien.
Am 6. Januar 2021 stimmte er gegen die Anerkennung der Wahl des designierten Präsidenten Joe Biden. Anfang 2023 gehörte er zur Gruppe der sechs republikanischen Abgeordneten, die bei der Wahl des Sprechers des Repräsentantenhauses bis in die 15. Abstimmungsrunde gegen den Kandidaten der Parteiführung Kevin McCarthy stimmten. Am 3. Oktober 2023 war er einer der acht republikanischen Abgeordneten, die für die Abwahl Kevin McCarthy als Sprecher stimmten.

### Ausschüsse
Good war zuletzt Mitglied in folgenden Ausschüssen des Repräsentantenhauses:
- Committee on Education and Labor
  - Higher Education and Workforce Investment
  - Workforce Protections
- Committee on the Budget

### Fraktionsmitgliedschaften
- Freedom Caucus[27], dessen Vorsitzender er war[28]
- Republican Study Committee[29]

## Persönliches
Good und seine Frau Tracey haben drei Kinder. Sie leben in Evington, einem Vorort von Lynchburg.
Good ist ein wiedergeborener Christ und hat sich selbst als „biblischer Konservativer“ bezeichnet.